# 関東朝鮮人強盗団事件
関東朝鮮人強盗団事件（かんとうちょうせんじんごうとうだんじけん）とは、第二次世界大戦終戦直後に関東地方で発生した在日朝鮮人強盗団による連続強盗事件である。そのうち1件は強盗殺人も犯していた。

## 概要
1949年9月13日、警視庁捜査第三課は、関東一帯を荒らし回っていた十数人規模の朝鮮人強盗団の取調べをしていたところ、ある被疑者が背後にある200人規模の大強盗団の存在を自供して発覚した。同年12月1日、警視庁は「集団強窃盗特別捜査本部」を設置して東京都や神奈川県など55箇所を家宅捜索し、79人を検挙した。その後の捜査で、最終的に260人（朝鮮人215人、日本人45人）を検挙した。捜査の結果、強盗殺人1件（後述）、強盗45件、窃盗861件の犯行が明るみに出た。
犯行の手口は、10人前後のグループを組んで、昼間は倉庫を物色し、深夜になるとトラックで現場に乗り込み、鍵を壊して倉庫内の物品を積み込んで引き揚げるというものであった。管理人などに発見された場合は、拳銃を発砲して脅したり、ロープで縛って監禁するなどした。

## 池袋診療所強盗殺人事件
1947年11月4日午後7時頃、強盗団のメンバー3人が、東京都豊島区池袋の池袋診療所に侵入し、当時の高級医薬品であったペニシリンを盗もうとした。ところが当直の看護婦に見つかり大声を上げられたので、犯人は所持していた拳銃で看護婦を射殺して逃走した。
警視庁は強盗殺人事件として、池袋警察署に捜査本部を設置して捜査したが検挙に至らなかった。朝鮮人強盗団の摘発により、この事件も解決をみた。